# Бобокух
Бобокух (до 31 липня 2023 — Бабатаг) — гірський хребет на півдні Середньої Азії, на кордоні Узбекистану і Таджикистану, між річками Сурхандар'я і Кафірніган (праві притоки Амудар'ї).
Висота до 2292 м. Довжина близько 125 км.
Складний головним чином із вапняків. На схилах — напівпустельна та нагірно-ксерофітна рослинність; місцями масиви фісташки. Місце проживання гвинторогого козла (у СНД трапляється ще тільки на схилах хребтів Кугітангтау та Дарвазького).
На гірському хребті розташовано Національний природний парк «Бабатаг».